# Oregon mot Mitchell
Oregon mot Mitchell var ett rättsfall i USA 1970 där USA:s högsta domstol med röstsiffrorna 5-4 förklarade att USA:s kongress hade rätt att bestämma rösträttsåldern för federala val, men inte i delstatsval. Dessutom godkändes det förbud mot läs- och skrivkunnighet som krav för rösträtt som införts genom Voting Rights Act of 1965. Anledning var att den amerikanska delstaten Oregon inte ville sänka rösträttsåldern från 18 till 21 trots beslut i USA:s kongress.

### Fotnoter
1. ↑  ”Oregon v. Mitchell” (på engelska). Justia. 14 mars 1970. https://supreme.justia.com/cases/federal/us/400/112/. Läst 3 maj 2015.
2. ↑  ”Oregon v. Mitchell” (på engelska). Justia. 14 mars 1970. https://supreme.justia.com/cases/federal/us/400/112/case.html. Läst 3 maj 2015.